# اتو سوترمایستر
اتو سوترمایستر (به فرانسوی: Otto Sutermeister) نویسنده سوئیسی در ۲۷ سپتامبر ۱۸۳۲ در تسورتسیبیت به دنیا آمد و در ۱۸ اوت ۱۹۰۱ در گذشت.